# Football aux Jeux méditerranéens de 2009
Navigation
Édition précédente Édition suivante
La compétition de football des Jeux méditerranéens 2009 s'est déroulée du 25 juin au 4 juillet 2009.

## Participants
Chaque équipe participante comporte 18 joueurs nés après le 1er janvier 1989.
- Albanie
- Espagne
- France
- Grèce
- Italie
- Libye
- Malte
- Monténégro
- Syrie
- Tunisie
- Turquie

- Le Maroc, qui devait prendre part à la compétition, s'est finalement retiré.

## Calendrier
| ● | Compétition | ● | Finale |

| Juin / Juillet |    |    |    |    |    |    |    |    |    |
| 25             | 26 | 27 | 28 | 29 | 30 | 01 | 02 | 03 | 04 |
| ●              |    | ●  |    | ●  |    | ●  |    | ●  | ●  |

## Stades
| \| Pescara Chieti Teramo Lanciano Avezzano Francavilla al Mare \| Sites de la compétition de football des Jeux méditerranéens de 2009 |
| Pescara Chieti Teramo Lanciano Avezzano Francavilla al Mare                                                                           |

| Stade                | Ville               | Capacité |
| -------------------- | ------------------- | -------- |
| Stade Adriatico      | Pescara             | 25 000   |
| Stade Guido Angelini | Chieti              | 12 750   |
| Stade Comunale       | Teramo              | 7 498    |
| Stade Guido Biondi   | Lanciano            | 6 400    |
| Stade dei Marsi      | Avezzano            | 3 692    |
| Stade Valle Anzuca   | Francavilla al Mare | 3 500    |

## Tirage au sort
Le tirage au sort des groupes a été effectué le 8 mai 2009, par Eusebio Di Francesco.

## Résultats

### Phase de groupes

#### Groupe A
| Rang | Équipe | Pts | J | G | N | P | Bp | Bc | Diff |
| ---- | ------ | --- | - | - | - | - | -- | -- | ---- |
| 1    | Italie | 4   | 2 | 1 | 1 | 0 | 4  | 2  | +2   |
| 2    | Grèce  | 3   | 2 | 1 | 0 | 1 | 5  | 3  | +2   |
| 3    | Syrie  | 1   | 2 | 0 | 1 | 1 | 1  | 5  | -4   |

| 25 juin 2009 | Italie        | 1–1 | Syrie            | Stade dei Marsi, Avezzano     |                               |
| 18:00        | Sciacca 38e   |     | Shahen 74e (pen) | Arbitrage : Fernando Vitienes | Arbitrage : Fernando Vitienes |
| 18:00        | [PDF] Rapport |     |                  | Arbitrage : Fernando Vitienes | Arbitrage : Fernando Vitienes |

| 27 juin 2009 | Grèce                                            | 4–0 | Syrie | Stade dei Marsi, Avezzano    |                              |
| 17:00        | Soiledis 29e · Palvis 42e 68e · Niklitsiotis 75e |     |       | Arbitrage : Nikola Dabanović | Arbitrage : Nikola Dabanović |
| 17:00        | [PDF] Rapport                                    |     |       | Arbitrage : Nikola Dabanović | Arbitrage : Nikola Dabanović |

| 29 juin 2009 | Italie                           | 3–1 | Grèce      | Stade dei Marsi, Avezzano |                           |
| 20:00        | Mustacchio 28e 54e · Sciacca 72e |     | Pavlis 34e | Arbitrage : Olivier Thual | Arbitrage : Olivier Thual |
| 20:00        | [PDF] Rapport                    |     |            | Arbitrage : Olivier Thual | Arbitrage : Olivier Thual |

#### Groupe B
| Rang | Équipe  | Pts | J | G | N | P | Bp | Bc | Diff |
| ---- | ------- | --- | - | - | - | - | -- | -- | ---- |
| 1    | France  | 6   | 2 | 2 | 0 | 0 | 3  | 0  | +3   |
| 2    | Turquie | 3   | 2 | 1 | 0 | 1 | 5  | 2  | +3   |
| 3    | Malte   | 0   | 2 | 0 | 0 | 2 | 0  | 6  | -6   |

| 25 juin 2009 | France                           | 2–0 | Turquie | Stade Valle Anzuca, Francavilla al Mare |                           |
| 17:00        | Malonga 20e · Joseph-Monrose 76e |     |         | Arbitrage : Gamail Embaia               | Arbitrage : Gamail Embaia |
| 17:00        | [PDF] Rapport                    |     |         | Arbitrage : Gamail Embaia               | Arbitrage : Gamail Embaia |

| 27 juin 2009 | Malte         | 0–5 | Turquie                                                    | Stade Valle Anzuca, Francavilla al Mare |                                 |
| 17:00        |               |     | Aygunes 14e · Albayrak 36e 49e · Basdas 53e · Gokoglan 54e | Arbitrage : Vasilios Pamporidis         | Arbitrage : Vasilios Pamporidis |
| 17:00        | [PDF] Rapport |     |                                                            | Arbitrage : Vasilios Pamporidis         | Arbitrage : Vasilios Pamporidis |

| 29 juin 2009 | France        | 1–0 | Malte | Stade Valle Anzuca, Francavilla al Mare |                               |
| 17:00        | Lasimant 7e   |     |       | Arbitrage : Fernando Vitienes           | Arbitrage : Fernando Vitienes |
| 17:00        | [PDF] Rapport |     |       | Arbitrage : Fernando Vitienes           | Arbitrage : Fernando Vitienes |

#### Groupe C
| Rang | Équipe     | Pts     | J       | G       | N       | P       | Bp      | Bc      | Diff    |
| ---- | ---------- | ------- | ------- | ------- | ------- | ------- | ------- | ------- | ------- |
| 1    | Libye      | 2       | 2       | 0       | 2       | 0       | 0       | 0       | 0       |
| 2    | Monténégro | 2       | 2       | 0       | 2       | 0       | 0       | 0       | 0       |
| 3    | Maroc      | Forfait | Forfait | Forfait | Forfait | Forfait | Forfait | Forfait | Forfait |

| 25 juin 2009 | Libye         | 0–0 | Monténégro | Stade Guido Biondi, Lanciano |                           |
| 17:00        |               |     |            | Arbitrage : Olivier Thual    | Arbitrage : Olivier Thual |
| 17:00        | [PDF] Rapport |     |            | Arbitrage : Olivier Thual    | Arbitrage : Olivier Thual |

| 29 juin 2009 | Monténégro                              | 0–0 | Libye                              | Stade Guido Biondi, Lanciano |                            |
| 17:00        | · Novović · Durutović · Savić · Vuković |     | · Mansor · Gagom · Altriki · Ahmed | Arbitrage : Mauro Bergonzi   | Arbitrage : Mauro Bergonzi |
| 17:00        | [PDF] Rapport Tirs au but 2–4           |     |                                    | Arbitrage : Mauro Bergonzi   | Arbitrage : Mauro Bergonzi |

#### Groupe D
| Rang | Équipe  | Pts | J | G | N | P | Bp | Bc | Diff |
| ---- | ------- | --- | - | - | - | - | -- | -- | ---- |
| 1    | Espagne | 4   | 2 | 1 | 1 | 0 | 5  | 2  | +3   |
| 2    | Tunisie | 4   | 2 | 1 | 1 | 0 | 4  | 3  | +1   |
| 3    | Albanie | 0   | 2 | 0 | 0 | 2 | 1  | 5  | -4   |

| 25 juin 2009 | Espagne                     | 2–2 | Tunisie       | Stade Comunale, Teramo     |                            |
| 17:00        | Sassi 29e (csc) · Aarón 67e |     | Ayari 57e 59e | Arbitrage : Mauro Bergonzi | Arbitrage : Mauro Bergonzi |
| 17:00        | [PDF] Rapport               |     |               | Arbitrage : Mauro Bergonzi | Arbitrage : Mauro Bergonzi |

| 27 juin 2009 | Albanie                      | 1–2 | Tunisie                      | Stade Comunale, Teramo    |                           |
| 17:00        | Shehach 23e · Bicaj 34e, 50e |     | Ben Messaoud 27e · Ayari 35e | Arbitrage : Aydinus Firat | Arbitrage : Aydinus Firat |
| 17:00        | [PDF] Rapport                |     |                              | Arbitrage : Aydinus Firat | Arbitrage : Aydinus Firat |

| 29 juin 2009 | Espagne                            | 3–0 | Albanie | Stade Comunale, Teramo       |                              |
| 17:00        | García 11e · Aarón 12e · Botía 77e |     |         | Arbitrage : Nikola Dabanović | Arbitrage : Nikola Dabanović |
| 17:00        | [PDF] Rapport                      |     |         | Arbitrage : Nikola Dabanović | Arbitrage : Nikola Dabanović |

### Matchs de classement
|  | Matchs de classement - Places 5 à 8 | Matchs de classement - Places 5 à 8 |                        |       | Match pour la 5e place  | Match pour la 5e place  |
|  | Matchs de classement - Places 5 à 8 | Matchs de classement - Places 5 à 8 |                        |       | Match pour la 5e place  | Match pour la 5e place  |
|  |                                     |                                     |                        |       |                         |                         |
|  | 1er juillet 2009 - Avezzano         | 1er juillet 2009 - Avezzano         |                        |       | 3 juillet 2009 - Teramo | 3 juillet 2009 - Teramo |
|  | 1er juillet 2009 - Avezzano         | 1er juillet 2009 - Avezzano         |                        |       | 3 juillet 2009 - Teramo | 3 juillet 2009 - Teramo |
|  | Grèce                               | 2                                   |                        |       | 3 juillet 2009 - Teramo | 3 juillet 2009 - Teramo |
|  | Grèce                               | 2                                   |                        |       | 3 juillet 2009 - Teramo | 3 juillet 2009 - Teramo |
|  | Monténégro                          | 1                                   |                        |       | 3 juillet 2009 - Teramo | 3 juillet 2009 - Teramo |
|  | Monténégro                          | 1                                   | Grèce                  | 1 (6) |                         |                         |
|  | 1er juillet 2009 - Chieti           |                                     | Grèce                  | 1 (6) |                         |                         |
|  |                                     | Turquie                             | 1 (5)                  |       |                         |                         |
|  | Turquie                             | Turquie                             | 1 (5)                  | 2     |                         |                         |
|  | Turquie                             |                                     |                        | 2     |                         |                         |
|  | Tunisie                             | 1                                   |                        |       |                         |                         |
|  | Tunisie                             | 1                                   | Match pour la 7e place |       |                         |                         |
|  |                                     |                                     |                        |       |                         |                         |
|  | 3 juillet 2009 - Lanciano           |                                     |                        |       |                         |                         |
|  |                                     |                                     |                        |       |                         |                         |
|  | Monténégro                          | 0                                   |                        |       |                         |                         |
|  | Monténégro                          | 0                                   |                        |       |                         |                         |
|  | Tunisie                             | 1                                   |                        |       |                         |                         |
|  | Tunisie                             | 1                                   |                        |       |                         |                         |

#### 1ertour
| 1er juillet 2009 | Grèce                       | 2–1 | Monténégro     | Stade dei Marsi, Avezzano |                           |
| 17:00            | Pavlis 66e · Barmpoudis 81e |     | Bogdanović 59e | Arbitrage : Aydinus Firat | Arbitrage : Aydinus Firat |
| 17:00            | [PDF] Rapport               |     |                | Arbitrage : Aydinus Firat | Arbitrage : Aydinus Firat |

| 1er juillet 2009 | Turquie                   | 2–1 | Tunisie     | Stade Guido Angelini, Chieti |                           |
| 17:00            | Aygunes 45+1e · Çalik 79e |     | Jabbari 17e | Arbitrage : Gamail Embaia    | Arbitrage : Gamail Embaia |
| 17:00            | [PDF] Rapport             |     |             | Arbitrage : Gamail Embaia    | Arbitrage : Gamail Embaia |

#### Match pour la7eplace
| 3 juillet 2009 | Monténégro    | 0–1 | Tunisie                | Stade Guido Biondi, Lanciano |                           |
| 17:00          |               |     | Belaïd 68e · Ayari 77e | Arbitrage : Olivier Thual    | Arbitrage : Olivier Thual |
| 17:00          | [PDF] Rapport |     |                        | Arbitrage : Olivier Thual    | Arbitrage : Olivier Thual |

#### Match pour la5eplace
| 3 juillet 2009 | Grèce                                                                                            | 1–1 | Turquie                                                                                  | Stade Comunale, Teramo       |                              |
| 20:30          | Barmpoudis 62e · Tachtsidis · Barmpoudis · Katsikas · Palvis · Paligiorgos · Psianos · Boutzíkos |     | Şimşek 19e · Çek 29e, 59e · Şimşek · Gökoğlan · Sözen · Kesimal · Uysal · Çalik · Basdas | Arbitrage : Nikola Dabanović | Arbitrage : Nikola Dabanović |
| 20:30          | [PDF] Rapport Tirs au but 6–5                                                                    |     |                                                                                          | Arbitrage : Nikola Dabanović | Arbitrage : Nikola Dabanović |

### Tableau final
|  | Demi-finales                           | Demi-finales                           |                        |   | Finale                   | Finale                   |
|  | Demi-finales                           | Demi-finales                           |                        |   | Finale                   | Finale                   |
|  |                                        |                                        |                        |   |                          |                          |
|  | 1er juillet 2009 - Francavilla al Mare | 1er juillet 2009 - Francavilla al Mare |                        |   | 4 juillet 2009 - Pescara | 4 juillet 2009 - Pescara |
|  | 1er juillet 2009 - Francavilla al Mare | 1er juillet 2009 - Francavilla al Mare |                        |   | 4 juillet 2009 - Pescara | 4 juillet 2009 - Pescara |
|  | Italie                                 | 1                                      |                        |   | 4 juillet 2009 - Pescara | 4 juillet 2009 - Pescara |
|  | Italie                                 | 1                                      |                        |   | 4 juillet 2009 - Pescara | 4 juillet 2009 - Pescara |
|  | Libye                                  | 0                                      |                        |   | 4 juillet 2009 - Pescara | 4 juillet 2009 - Pescara |
|  | Libye                                  | 0                                      | Italie                 | 1 |                          |                          |
|  | 1er juillet 2009 - Teramo              |                                        | Italie                 | 1 |                          |                          |
|  |                                        | Espagne                                | 2                      |   |                          |                          |
|  | France                                 | Espagne                                | 2                      | 1 |                          |                          |
|  | France                                 |                                        |                        | 1 |                          |                          |
|  | Espagne                                | 2                                      |                        |   |                          |                          |
|  | Espagne                                | 2                                      | Match pour la 3e place |   |                          |                          |
|  |                                        |                                        |                        |   |                          |                          |
|  | 4 juillet 2009 - Chieti                |                                        |                        |   |                          |                          |
|  |                                        |                                        |                        |   |                          |                          |
|  | Libye                                  | 0 (8)                                  |                        |   |                          |                          |
|  | Libye                                  | 0 (8)                                  |                        |   |                          |                          |
|  | France                                 | 0 (7)                                  |                        |   |                          |                          |
|  | France                                 | 0 (7)                                  |                        |   |                          |                          |

#### Demi-finales
| 1er juillet 2009 | Italie        | 1–0 | Libye           | Stade Valle Anzuca, Francavilla al Mare |                                 |
| 17:00            | Garibaldi 3e  |     | Sudani 40e, 68e | Arbitrage : Vasilios Pomporidis         | Arbitrage : Vasilios Pomporidis |
| 17:00            | [PDF] Rapport |     |                 | Arbitrage : Vasilios Pomporidis         | Arbitrage : Vasilios Pomporidis |

| 1er juillet 2009 | France        | 1–2 | Espagne                  | Stadio Comunale, Teramo      |                              |
| 20:30            | Tabanou 87e   |     | Nsue 42e · Laguardia 51e | Arbitrage : Nikola Dabanovic | Arbitrage : Nikola Dabanovic |
| 20:30            | [PDF] Rapport |     |                          | Arbitrage : Nikola Dabanovic | Arbitrage : Nikola Dabanovic |

#### Match pour la3eplace
| 4 juillet 2009 | Libye | 0–0 | France | Stade Guido Angelini, Chieti |                            |
| 20:30          | · Mansor · Gagom · Altriki · Ahmed · Zrimeg · Elmhashhash · Issa · Rabea Abubaker · Elgarmadi · Elzaredi |     | · Ravet · Pied · Bakar · Mustivar · Guidileye · Malonga · Coubronne · Koné · Théophile-Catherine · Abenzoar | Arbitrage : Mauro Bergonzi   | Arbitrage : Mauro Bergonzi |
| 20:30          | [PDF] Rapport Tirs au but 8–7                                                                            |     | | Arbitrage : Mauro Bergonzi   | Arbitrage : Mauro Bergonzi |

#### Finale
| 4 juillet 2009 | Italie         | 1–2 | Espagne                          | Stade Adriatico, Pescara  |                           |
| 16:00          | Mustacchio 89e |     | Nsue 76e · Calderoni 90+5e (csc) | Arbitrage : Gamail Embaia | Arbitrage : Gamail Embaia |
| 16:00          | [PDF] Rapport  |     |                                  | Arbitrage : Gamail Embaia | Arbitrage : Gamail Embaia |

### Classement final
| Position           | Pays       |
| ------------------ | ---------- |
| Médaille d'or      | Espagne    |
| Médaille d'argent  | Italie     |
| Médaille de bronze | Libye      |
| 4                  | France     |
| 5                  | Grèce      |
| 6                  | Turquie    |
| 7                  | Tunisie    |
| 8                  | Monténégro |
| 9                  | Syrie      |
| 10                 | Albanie    |
| 11                 | Malte      |